# Теория Лифшица
Теория Лифшица является общей теорией флуктуационных сил Ван-дер-Ваальса и Казимира.  Основным результатом теории является формула для свободной энергии электромагнитного поля, которая позволяет получить давление, возникающее между материальными поверхностями из-за действия флуктуационных сил. В теории Лифшица среда  классическая, а электромагнитное поле — квантовое. Теория разработана советским физиком Евгением Михайловичем Лифшицем в 1956 году.

### Формула Лифшица

#### Формула для энергии при нулевой температуре
Энергия как функция от расстояния между двумя одинаковыми плоскопараллельными пластинами:
| {\displaystyle E(a)={\frac {\hbar }{4\pi ^{2}}}\int _{0}^{\infty }k_{\perp }dk_{\perp }\int _{0}^{\infty }d\xi \left\{\ln[1-r_{\textrm {TM}}^{2}(i\xi ,k_{\perp })e^{-2aq}]+\ln[1-r_{\textrm {TE}}^{2}(i\xi ,k_{\perp })e^{-2aq}]\right\}}, | (1) |

где {\displaystyle q^{2}=q^{2}(i\xi ,k_{\perp })=k_{\perp }^{2}+\xi ^{2}/c^{2}}. Здесь {\displaystyle k_{\perp }} — проекция волнового вектора электромагнитного поля на плоскость поверхности пластин, {\displaystyle \xi } — мнимая частота, {\displaystyle c} — скорость света,  {\displaystyle \hbar } — редуцированная постоянная Планка. Свойства материалов учитываются через коэффициенты отражения —  {\displaystyle r_{\textrm {TE}}} и {\displaystyle r_{\textrm {TM}}}. Коэффициенты отражения задаются формулами Френеля:
| {\displaystyle r_{\textrm {TM}}(i\xi ,k_{\perp })={\frac {\epsilon (i\xi )q(i\xi ,k_{\perp })-k(i\xi ,k_{\perp })}{\epsilon (i\xi )q(i\xi ,k_{\perp })+k(i\xi ,k_{\perp })}},\quad r_{\textrm {TE}}(i\xi ,k_{\perp })={\frac {q(i\xi ,k_{\perp })-k(i\xi ,k_{\perp })}{q(i\xi ,k_{\perp })+k(i\xi ,k_{\perp })}},} | (2) |

где {\displaystyle k^{2}=k^{2}(i\xi ,k_{\perp })=k_{\perp }^{2}+\epsilon (i\xi )\xi ^{2}/c^{2}}.

#### Формула для давления при нулевой температуре
Давление как функция от расстояния между двумя одинаковыми плоскопараллельными пластинами:
| {\displaystyle P(a)=-{\frac {\hbar }{2\pi ^{2}}}\int _{0}^{\infty }k_{\perp }dk_{\perp }\int _{0}^{\infty }d\xi \;q\left\{[r_{\textrm {TM}}^{-2}(i\xi ,k_{\perp })e^{2aq}-1]^{-1}+[r_{\textrm {TE}}^{-2}(i\xi ,k_{\perp })e^{2aq}-1]^{-1}\right\}}. | (3) |

Используемые обозначения описаны выше.

#### Формула для свободной энергии при произвольной температуре
Свободная энергия как функция от температуры и расстояния между двумя разными плоскопараллельными пластинами:
| {\displaystyle {\mathcal {F}}(a,T)={\frac {k_{\mathrm {B} }T}{2\pi }}\sum _{l=0}^{\infty }\!{\text{ }}^{'}\int _{0}^{\infty }k_{\perp }dk_{\perp }\left\{\ln[1-r_{\textrm {TM}}^{(1)}(i\xi _{l},k_{\perp })r_{\textrm {TM}}^{(2)}(i\xi _{l},k_{\perp })e^{-2aq_{l}}]+\ln[1-r_{\textrm {TE}}^{(1)}(i\xi _{l},k_{\perp })r_{\textrm {TE}}^{(2)}(i\xi _{l},k_{\perp })e^{-2aq_{l}}]\right\}}, | (4) |

здесь штрих у знака суммы обозначает множитель {\displaystyle 1/2} у нулевого члена ряда, индекс 1 и 2 у коэффициентов отражения обозначают первую и вторую пластины соответственно, {\displaystyle k_{\mathrm {B} }} — постоянная Больцмана, {\displaystyle q_{l}^{2}=q^{2}(i\xi _{l},k_{\perp })=k_{\perp }^{2}+\xi _{l}^{2}/c^{2}}, а {\displaystyle \xi _{l}} — частоты Мацубары, которые заданы выражением
| {\displaystyle \xi _{l}=2\pi {\frac {k_{\mathrm {B} }T}{\hbar }}l}. | (5) |

#### Формула для давления при произвольной температуре
Давление как функция от температуры и расстояния между двумя разными плоскопараллельными пластинами:
| {\displaystyle P(a,T)=-{\frac {k_{\mathrm {B} }T}{\pi }}\sum _{l=0}^{\infty }\!{\text{ }}^{'}\int _{0}^{\infty }q_{l}k_{\perp }dk_{\perp }\left\{\left[{\frac {e^{2aq_{l}}}{r_{\textrm {TM}}^{(1)}(i\xi _{l},k_{\perp })r_{\textrm {TM}}^{(2)}(i\xi _{l},k_{\perp })}}-1\right]^{-1}+\left[{\frac {e^{2aq_{l}}}{r_{\textrm {TE}}^{(1)}(i\xi _{l},k_{\perp })r_{\textrm {TE}}^{(2)}(i\xi _{l},k_{\perp })}}-1\right]^{-1}\right\}}. | (6) |

Используемые обозначения описаны выше.